# Мипам
Мипам, или Мипам Великий (англ. Mipham Jamyang Namgyal Gyamtso, (тиб. འཇམ་མགོན་འཇུ་མི་ཕམ་རྣམ་རྒྱལ་རྒྱ་མཚོ་, Вайли jam mgon ju mi pham rnam rgyal rgya mtsho) (1846—1912) — известный тибетский учитель линии ньингма, один из ярких представителей движения риме, видный учёный, автор множества книг, составивших 30-томное собрание сочинений.
Мипам почитается в Тибете как тертон и эманация Манджушри, Бодхисаттвы мудрости, это подчеркивается его именем Jamgön. Мипам Гьямцо означает «Несокрушимый Океан». При этом он не был официально признан тулку.

## Биография
Джамгон Мипам родился в аристократической семье в 1846 году в области Кам (Восточный Тибет). В возрасте двенадцати лет поступил в монастырь Сангха Чолинг как обычный монах линии Огмин Ургьен Миндролинг. В возрасте пятнадцати или шестнадцати лет Мипам Ринпоче совершил годовой ретрит, в ходе которого медитировал на Манджушри. После этого ретрита, согласно преданию, обрёл способность чрезвычайно легко усваивать буддийское учение и светские науки. В течение жизни он написал множество книг, посвящённых не только духовным вопросам и буддийским гаданиям - мо, но и сугубо практическим, таким как изготовление крема от морщин, завязывание узлов, конструирование аэропланов и автомобилей. В этой связи тибетцы его сравнивают с Леонардо Да Винчи. С годами Мипам стал одним из самых известных лам во всём Тибете и основателем движения риме. У него обучались многие представители различных традиций тибетского буддизма. Перед смертью в 1912 году сообщил своим ученикам, что отправляется в Шамбалу.

## Учителя
Его Святейшество Вангчен Гараб Дордже даровал ему посвящения Белого Манджушри и Линга Гесара. Проявились все канонические знаки совершенно полученного посвящения.
От Дза Патрула Рипоче он получил главу Мудрости из Бодхичарьяаватары всего за пять дней. Потом он составил комментарий на эту главу, называемый Ше Дрел Кета Ка.
Особенно же, Мипам Ринпоче простирался перед лотосовыми стопами своего Учителя, Владыки Семейства, с которым имел особую кармическую связь в течение бесчисленных жизней. Это был Пема Осел До Нгак Лингпа, Джамьянг Кенце Вангпо, эманация несравненного Манджушри. Джу Мипам Ринпоче стал его главным сердечным сыном, под его руководством он занимался слушанием, размышлением и медитацией.
После первого посвящения Белого Манджушри, открывшего врата Дхармы, он продолжал изучать обычные и высшие учения. Тайные наставления и вся Дхарма, включающая Близкую Линию (Терма), главные тексты Сутры и Тантры и особенно, посвящения, дарующие созревание тайной мантры, наставления, дарующие освобождение, и сопутствующие объяснения были переданы Джамгону Мипаму словно нектар, перелитый из одного сосуда в другой.
У Джамгона Конгтрула Лодро Тае он изучал грамматику и эпистемологию, искусство золочения и другие обычные и необычные искусства и обрёл множество посвящений Манджушри.
От Дзогчена Кхен Ринпоче, Падма Ваджры и многих других лам он получил океан учений Сутры и Мантры. Он не только слышал эти учения, но реализовал их полностью. 
От Джувон Джигме Дордже он получил передачу Корня Краткой Сутры. После этого Джамгон Ринпоче сразу же обучал этому в течение одного месяца.
От Бумсара Геше Нгаванга Джунгне он получил вместе с другими передачу «Ума Джукпа». Затем Геше Нгаванг Джунгне проверил его понимание. Ответы Джамгона Мипама удивили его настолько, что он объявил публично, что хотя и носит звание геше, но у нет и малой доли способностей ума Джамгона Мипама.
От Понлоба Лотер Вангпо он получил логику Цема Ригтер Сакья Пандиты.
От Солпона Пема он получил Джам Чо Джанг Са и много другого. Мипам Ринпоче получил эти передачи и позже передавал это учение другим.
От Сер Шул Геше Лхарампы он получил передачу Абхидхармакоши.
Таким образом, Мипам Ринпоче учился полностью без предвзятости у стоп многих великих учителей традиций Сарма и Нингма всей Дхарму, которую можно было получить в то время. В особенности, от своего Всеведущего Учителя, Кьенце Вангпо он получил почти все учения школы Нингма – Кама и Терма, Ума Гьен, Гьед Ньи (Ута Намдже и Чонид Намдже), Манджушринамсамгити (комментарий Вималамитры), Мен Нгак Да Тренг — Гуру Ринпоче, Ка Гьед Нам Ше и другие.

## Ученики
Самые значимые ученики Мипама — это Додруб Ринпоче, Тертон Согьял, Пятый Дзогчен Ринпоче, Геманг Кьяб Гон, Кхенпо Падмаваджра, Каток Ситу Ринпоче, Шечен Рабджам, Гьялцаб Тулку, Пальюл Гьятрул, Карма Янгтрул, Палпунг Ситу Ринпоче, Линг Джетрунг, Адзом Другпа, Токден Шакья Шри, Нгор Понлоб и другие. Великие тулку монастырей Шечен, Дзогчен, Каток, Пальюл, Палпунг, Дэге Гончен, Репконг и линий Сакья, Гелуг, Кагью, и Ньингма, были его учениками.